# 博里霍爾姆鎮區 (明尼蘇達州密爾湖縣)
博里霍爾姆鎮區（英語：Borgholm Township）是位於美國明尼蘇達州密爾湖縣的一個行政鎮區。

## 地方資料
博里霍爾姆鎮區的面積為90.34平方千米，當中陸地面積為90.26平方千米，而水域面積為0.08平方千米。根據2020年美國人口普查的數據，當地共有人口1831人，而人口密度為每平方千米20.27人。